# 19 Vulpeculae
19 Vulpeculae, som är stjärnans Flamsteed-beteckning, är en ensam stjärna belägen i den mellersta delen av stjärnbilden Räven. Den har en skenbar magnitud på ca 5,40 och är svagt synlig för blotta ögat där ljusföroreningar ej förekommer. Baserat på parallax enligt Gaia Data Release 2 på ca 1,9 mas, beräknas den befinna sig på ett avstånd på ca 1 690 ljusår (ca 520 parsek) från solen. Den rör sig närmare solen med en heliocentrisk radialhastighet av ca -19 km/s. Stjärnan ingår troligen i den öppna stjärnhopen NGC 6882.

## Egenskaper
19 Vulpeculae är en orange till röd jättestjärna av spektralklass K2 IIIa, som har förbrukat förrådet av väte i dess kärna och utvecklats bort från huvudserien. Den har en massa som är ca 2,4 solmassor, en radie som är ca 100 solradier och utsänder ca 2 890 gånger mera energi än solen från dess fotosfär vid en effektiv temperatur på ca 4 200 K.